# Nagy Zoltán (filmrendező)
Nagy Zoltán (Budapest, 1988 –) magyar filmrendező.

## Életpályája
Nyíregyházán nőtt fel, a helyi Zrínyi Ilona Gimnáziumban érettségizett. Édesanyja hegedű-, édesapja trombitatanár. 2008-2012 között az erdélyi Sapientián tanult filmrendezést. 2013-2015 között a Színház- és Filmművészeti Egyetem filmrendező művész szakán tanult, Gothár Péter osztályában. Később az intézmény tanársegédje lett. 2016-2020 között a doktori iskola hallgatója volt.

### Magánélete
Nős, gyermeke Mihály.

## Rendezései
- Szép csendben (2019)[8][9][10]